# Reiser4
Reiser4 es un sistema de archivos para ordenadores. Se trata de la versión más reciente del sistema de archivos ReiserFS, reescrito desde cero, desarrollado por Namesys y patrocinado por la DARPA y Linspire.
Actualmente no se distribuye de forma conjunta con el núcleo de Linux y por tanto no es soportado por muchas distribuciones. De hecho, su predecesor, Reiser3 se encuentra mucho más expandido. Reiser4 se encuentra disponible en la rama -mm del núcleo Linux, mantenida por Andrew Morton.
Los desarrolladores del núcleo Linux sostienen que Reiser4 no sigue la convención de codificación estándar, 
mientras que Hans Reiser argumenta que la verdadera razón es debida a motivos políticos.

## Características
- Journaling más eficiente gracias a la técnica de "wandering log".
- Soporte más eficiente de archivos pequeños, en términos de espacio en disco y velocidad gracias a "tail packing".
- Administración más rápida de directorios con un número elevado de ficheros.
- Infraestructura de plugins más flexible (a través de tipos especiales de metadatos: cifrado, compresión).
- Soporte transaccional.
- Optimización dinámica de la estructura del disco a través del método "allocate-on-flush", llamado "delayed allocation" en el sistema de ficheros XFS.
- Transacciones atómicas.
- Integración de metadatos en el espacio de nombres del sistema de archivos.

Algunas de las características más avanzadas de Reiser4 (como transacciones definidas por el usuario) no se encuentran disponibles debido a la falta de una API en la capa VFS del núcleo para ellas.
Actualmente, Reiser4 carece de algunas utilidades estándar, como un repacker (similar a un desfragmentador proporcionado con otros sistemas de ficheros). Sus creadores dicen que se implementará más tarde; o más temprano si alguien les paga.

## Rendimiento
Reiser4 usa árboles B* en conjunto con los "dancing tree balancing", donde los nodos poco poblados no se fusionan hasta que se graban a disco, exceptuando volcados de memoria o cuando se completa una transacción. Tal sistema permite crear ficheros y directorios sin tener que malgastar tiempo y espacio mediante bloques de tamaño prefijado.
En el año 2004, las pruebas de rendimiento realizadas por Namesys, mostraron que Reiser4 es de 10 a 15 veces más rápido que ext3 en la administración de ficheros más pequeños de 1KB. En el uso diario, las pruebas sugirieron que duplicaría el rendimiento respecto a ext3. 
Otras pruebas mostraron que Reiser4 era más lento en otras operaciones.